# Cerkiew św. Nicetasa w Bańane
Cerkiew św. Nicetasa w Bańane – prawosławna cerkiew we wsi Bańane, wzniesiona w XIV wieku. Należy do Macedońskiego Kościoła Prawosławnego.

## Historia
Klasztor i cerkiew pod wezwaniem św. Nicetasa został zbudowany przez serbskiego króla Stefana Urosza II Milutina około roku 1300 na ruinach wcześniejszej świątyni. Wkrótce po wybudowaniu zabudowania klasztorne zostały podarowane klasztorowi Chilandar z Athosu. Cerkiew przeszła gruntowną renowację w 1484 roku.

## Architektura i sztuka
Cerkiew zbudowano na planie kwadratu. Strona zewnętrzna budynku ma zdobienia wykonane z kamienia i cegły.
Wnętrze cerkwi zdobione jest freskami, z których wiele pochodzi z około 1324 roku; freski te, autorstwa Michała, syna Eutichiosa, zachowały się w dobrym stanie. W górnej części cerkwi znajdują się freski o tematyce pasyjnej, w środkowej przedstawiające cuda Jezusa, a w najniższej postacie świętych.
Freski w kopule pochodzą z XIX wieku i zostały wykonane przez Dičo Zografa. Podobnie obrazy w ikonostasie są dziełem Dičo Zografa z lat 1846/47.